# Pristomerus erythrothoracis
Pristomerus erythrothoracis är en stekelart som beskrevs av Tohru Uchida 1933. Pristomerus erythrothoracis ingår i släktet Pristomerus och familjen brokparasitsteklar. Inga underarter finns listade i Catalogue of Life.